# Leónidas de Alexandria
São Leónidas (português europeu) ou Leônidas (português brasileiro) de Alexandria  (em grego clássico: Λεωνίδης) foi um mártir cristão que viveu no século II e início do século III. É particularmente conhecido por ser o pai de Orígenes.
Segundo o historiador cristão Eusébio de Cesareia, Leónidas foi martirizado durante a perseguição do imperador romano Septímio Severo no ano 202.[carece de fontes?]
O nome da esposa de Leónidas é desconhecido, mas ela teve pelo menos seis filhos depois de Orígenes.
Leónidas é conhecido como o padroeiro das famílias numerosas e catequizou todos os seus filhos. Orígenes havia tentado seguir o seu pai durante martírio, mas foi detido pela sua mãe - diz-se que ela escondeu as roupas de Orígenes para que não pudesse sair de casa.
O dia de São Leónidas de Alexandria é 22 de abril na Igreja Católica.